# Relacions públiques

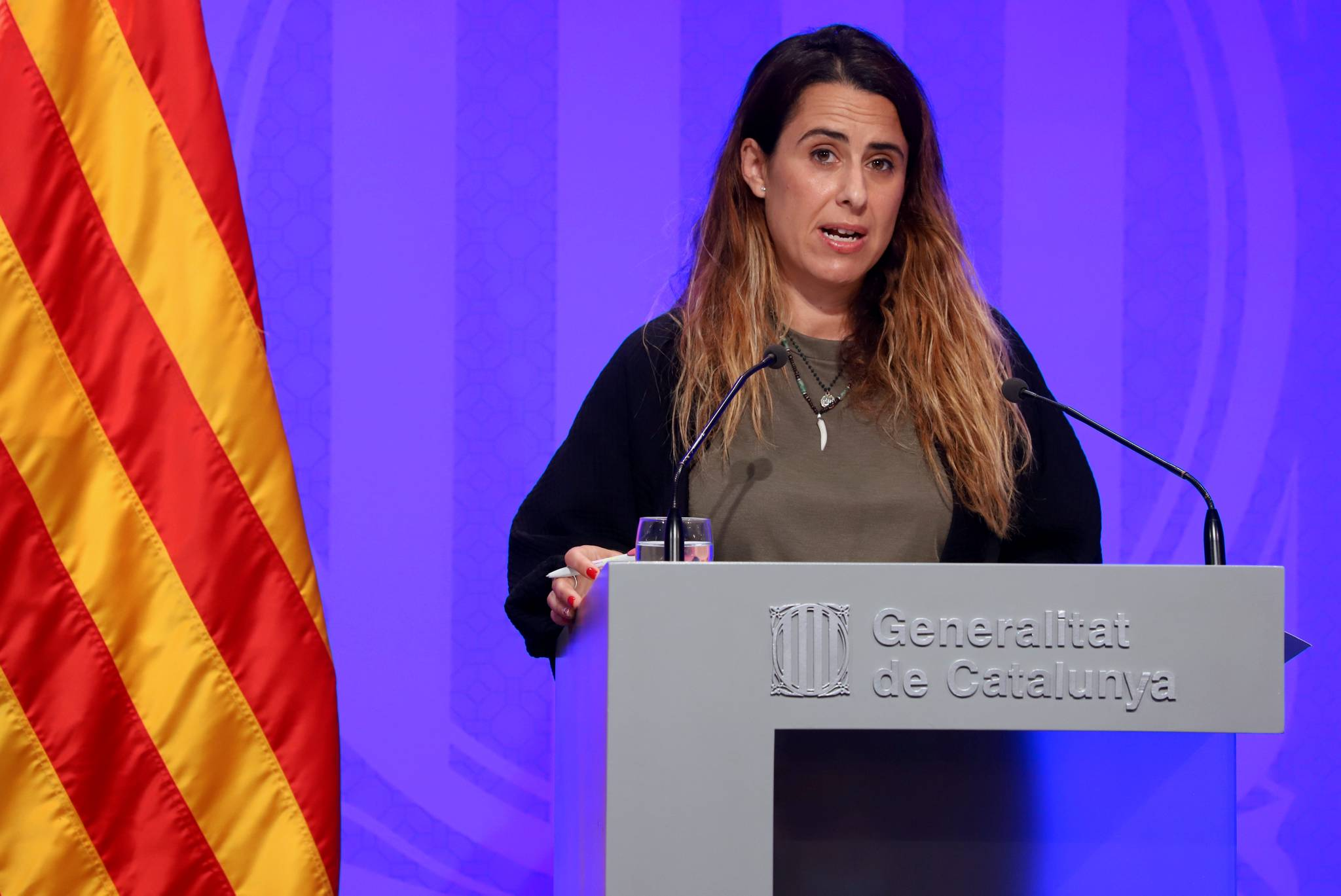
Patrícia Plaja va ser la portaveu del Govern de la Generalitat de Catalunya entre 2021 i 2024, una tasca que s'inclou dins l'àmbit de les relacions públiques.

Relacions públiques és la pràctica de gestionar i difondre informació d'una persona o una organització (com ara una empresa, una agència governamental o una organització sense ànim de lucre) al públic per influir en la seva percepció. Les relacions públiques i la publicitat es diferencien perquè les relacions públiques es controlen internament, mentre que la publicitat no està controlada per parts externes. Les relacions públiques poden incloure una organització o una persona que s'exposa al seu públic amb temes d'interès públic i notícies que no requereixen un pagament directe. L'exposició es basa principalment en els mitjans. Això la diferencia de la publicitat com a forma de comunicació de màrqueting. Les relacions públiques tenen com a objectiu crear o obtenir cobertura per als clients de forma gratuïta, també coneguda com earned media, en lloc de pagar per màrqueting o publicitat també coneguda com a mitjans de pagament. Però a principis del segle XXI, la publicitat i les relacions públiques s'han aproximat pel que fa a les seves pràctiques i objectius.
Un exemple de bones relacions públiques seria generar un article amb el client d'una empresa de relacions públiques, en lloc de pagar perquè el client s'anunciï al costat de l'article. L'objectiu de les relacions públiques és informar el públic, clients potencials, inversors, socis, empleats i altres parts interessades, ajudar-los a tenir la informació que necessitin i persuadir-los perquè mantinguin una visió positiva o favorable sobre l'organització, el seu lideratge, els seus productes o les decisions polítiques. Els professionals de les relacions públiques solen treballar per a empreses de relacions públiques i màrqueting, empreses, governs i funcionaris públics com a portaveus d'administracions, organitzacions no governamentals i organitzacions sense ànim de lucre. Els llocs de treball centrals de les relacions públiques inclouen el coordinador, l'especialista, el responsable i llocs d'agències externes, com ara el coordinador de comptes, l'executiu de comptes, el supervisor de comptes i el gestor de relacions amb els mitjans.
Els especialistes en relacions públiques estableixen i mantenen relacions amb el públic objectiu d'una organització, els mitjans de comunicació, els mitjans comercials rellevants i altres líders d'opinió. Les responsabilitats comunes inclouen dissenyar campanyes de comunicació, escriure notes de premsa i altres continguts per a notícies, treballar amb la premsa, organitzar entrevistes per als portaveus de l'empresa, escriure discursos per als líders de l'empresa, actuar com a portaveu d'una organització, preparar clients per a rodes de premsa, entrevistes i discursos amb els mitjans de comunicació, Redacció de continguts de llocs web i xarxes socials, gestió de la reputació de l'empresa (gestió de crisi), gestió de comunicacions internes i activitats de màrqueting com la consciència de la marca i la gestió d'esdeveniments. L'èxit en l'àmbit de les relacions públiques requereix una comprensió profunda dels interessos i inquietuds de cadascun dels múltiples grups d'interès de l'empresa. El professional de les relacions públiques ha de saber abordar eficaçment aquestes preocupacions utilitzant la publicitat.

## Definicions
La primera definició de les relacions públiques la van establir, a principis del segle xx, Ivy Lee, l'home que va donar la volta al nom i la imatge de Rockefeller, i el seu amic, Edward Louis Bernays. Van dir que era "una funció de gestió, que tabula actituds públiques, defineix les polítiques, procediments i interessos d'una organització... seguit de l'execució d'un programa d'acció per aconseguir la comprensió i l'acceptació del públic". No obstant això, quan després se li va preguntar a Lee sobre el seu paper va dir: "Mai he estat capaç de trobar una frase satisfactòria per descriure el que faig". El 1948, l'historiador Eric Goldman va assenyalar que aquesta definició de relacions públiques seria "disputada tant pels professionals com pels crítics del camp".
Segons Bernays, conegut com "el pare de les relacions públiques", el responsable de relacions públiques és l'agent que treballa tant amb els mitjans de comunicació moderns com amb les entitats de la societat per tal d'aportar idees a la consciència del públic. A més, també s'ocupa de definir les línies d'actuació, així com de béns i serveis materials i de serveis públics i associacions industrials i grans grups comercials per als quals assegura el suport popular.
L'agost de 1978, l'Assemblea Mundial d'Associacions de Relacions Públiques va definir el camp com "l'art i la ciència social d'analitzar tendències, predir-ne les conseqüències, assessorar els líders organitzatius i implementar programes d'acció planificats, que serviran tant a l'organització com a l'interès públic".
Una associació comercial professional anomenada Public Relations Society of America, va definir les relacions públiques el 1982 afirmant que "ajuden una organització i els seus públics a adaptar-se mútuament".
El 2011 i el 2012, la PRSA va sol·licitar moltes definicions per al terme i va permetre al públic votar un dels tres finalistes. La definició guanyadora deia que "les relacions públiques són un procés de comunicació estratègic que construeix relacions mútuament beneficioses entre les organitzacions i els seus públics".
Les relacions públiques també es poden definir com la pràctica de gestionar la comunicació entre una organització i els seus públics.